# Święcica (województwo lubelskie)
Święcica – wieś w Polsce położona w województwie lubelskim, w powiecie chełmskim, w gminie Wierzbica. Obok miejscowości przepływa niewielka rzeka Świnka, dopływ Wieprza.
| SIMC    | Nazwa       | Rodzaj    |
| ------- | ----------- | --------- |
| 0109553 | Biedaków    | część wsi |
| 0109560 | Dolna       | część wsi |
| 1027024 | Kajetanówka | część wsi |
| 0109576 | Osadniki    | część wsi |
| 0109582 | Rowiska     | część wsi |

W latach 1975–1998 miejscowość położona była w województwie chełmskim.
Wieś jest sołectwem w gminie Wierzbica. Według Narodowego Spisu Powszechnego (III 2011 r.) liczyła 214 mieszkańców i była jedenastą co do wielkości miejscowością gminy Wierzbica.

## Obiekty sakralne
Od początku XX w. do 1938 w Święcicy znajdowała się cerkiew prawosławna, poświęcona przez biskupa chełmskiego Eulogiusza. Obiekt ten został zniszczony w lipcu 1938 najprawdopodobniej wskutek umyślnego podpalenia.